# Cecil Love
Cecil Dewey Love (* 7. Februar 1898 in Roseland, Louisiana; † 26. Januar 1995 in Los Angeles County, Kalifornien) war ein US-amerikanischer Filmtechniker auf dem Gebiet visueller Effekt und Spezialeffekte, der sowohl mit dem Oscar für technische Verdienste (Technical Achievement Award) als auch dem Oscar für besondere Verdienste (Academy Award of Merit) geehrt wurde.

## Leben
Love war für die Acme Tool Manufacturing Co. (heute Photo-Sonics, Inc.) tätig und befasste sich dort als Filmtechniker insbesondere mit Verfahren auf den Gebieten visuelle Effekte und Spezialeffekte.
Bei der Oscarverleihung 1945 wurde er zusammen mit Linwood G. Dunn von der Acme Tool and Manufacturing Company mit einem Oscar für technische Verdienste (Technical Achievement Award) geehrt, und zwar „für den Entwurf und die Konstruktion des optischen Druckers von Acme-Dunn“ (‚For the design and construction of the Acme-Dunn Optical Printer‘).
Als Fachmann für visuelle Effekte arbeitete er unter anderem an dem Katastrophenfilm Airport (1970) von George Seaton mit Burt Lancaster, Dean Martin und Jean Seberg mit.
Gemeinsam mit Linwood G. Dunn wurde Love bei der Oscarverleihung 1981 auch mit einem Oscar für besondere Verdienste (Academy Award of Merit) ausgezeichnet, und zwar „für das Konzept, Entwurf und Entwicklung des optischen Druckers Acme-Dunn für Spezialeffekte in Spielfilmen“ (‚For the concept, engineering and development of the Acme-Dunn Optical Printer for motion picture special effects‘).

## Auszeichnungen
- 1945: Oscar für technische Verdienste (Technical Achievement Award)
- 1981: Oscar für besondere Verdienste (Academy Award of Merit)